# 第212歩兵師団 (ドイツ国防軍)
第212歩兵師団(ドイツ語: 212. Infanterie-Division)は、ドイツ国防軍陸軍に存在した歩兵師団である。

## 概要
1939年8月に組織された。3ヵ月ほどイギリス海峡で防衛任務に就いた後、1941年3月までドイツに駐屯していた。11月、レニングラード付近の北方軍集団麾下となり、赤軍のヴォルホフ戦線と対峙した。1944年夏頃まで北方軍集団麾下だったが、ソ連の攻勢によってリトアニアまで撤退を余儀なくされたため、それ以降は中央軍集団に移った。しかし、移動してすぐに第212歩兵師団は壊滅している。生存兵らにより即座に第578国民擲弾兵師団(ドイツ語: 578. Volksgrenadier-Division)が組織され、体制が整うと第212国民擲弾兵師団(ドイツ語: 212. Volksgrenadier-Division)に師団名を変更した。
再編された第212国民擲弾兵師団は、第212歩兵師団の残存兵及びバイエルンなどからかき集めた兵士らによって構成されていた。人員の補てんを最優先に行ったため、師団の通信機器や小火器などの装備は不十分であったが、1944年12月に第7軍麾下として西部戦線へ送り込まれた。第7軍司令官のエーリッヒ・ブランデンベルガーは第212国民擲弾兵師団を大いに評価しており、後に師団を第7軍南方の守備に割り当てている。
アルデンヌ攻勢序盤では戦車を持ち出したアメリカ軍を押し戻すなど抵抗をみせたが、次第にドイツ軍全体が追い詰められるようになり、12月28日にブランデンベルガーから師団への退却命令が下った。退却後もライン川を拠点に防衛に徹したが、1945年にアメリカへ降伏した。

## 歴代師団長

### 第212歩兵師団
- ヴァルター・フリードリヒス少将：(1939年9月1日 – 1939年9月15日)
- テオドール・エンドレス砲兵大将：(1939年9月15日 – 1942年10月1日)
- ヘルムート・ライマン中将：(1942年10月1日 – 1943年10月1日)
- カール・コスケ少将：(1943年10月1日 – 1944年5月1日)
- フランツ・ゼンスフス中将：(1944年5月1日 – 1944年9月15日)

### 第212国民擲弾兵師団
- フランツ・ゼンスフス中将：(1944年10月 – 1945年4月1日)
- マックス・ウリヒ少将：(1945年4月1日 – 1945年4月21日)
- ヨプスト・フライヘア・フォン・ブッデンブロック少将：(1945年4月21日 – 1945年5月8日)

## 戦闘序列

### 第578国民擲弾兵師団
- 第1192擲弾兵連隊
- 第1193擲弾兵連隊
- 第1194擲弾兵連隊
- 第1578砲兵連隊
- 第1578偵察大隊
- 第1578戦車駆逐大隊
- 第1578工兵大隊
- 第1578通信中隊
- 第1578補給部隊